# Arild Andersen
Arild Andersen, född 27 oktober 1945 i Strømmen, är en norsk musiker och kompositör.
Andersen är en av nordens mest internationellt uppmärksammade jazzmusiker och har spelat med en rad stora europeiska och amerikanska musiker som Stan Getz, Paul Bley, Sheila Jordan, Jan Garbarek och Jon Christensen.
Han är gift med skådespelerskan och komikern Hege Schøyen.

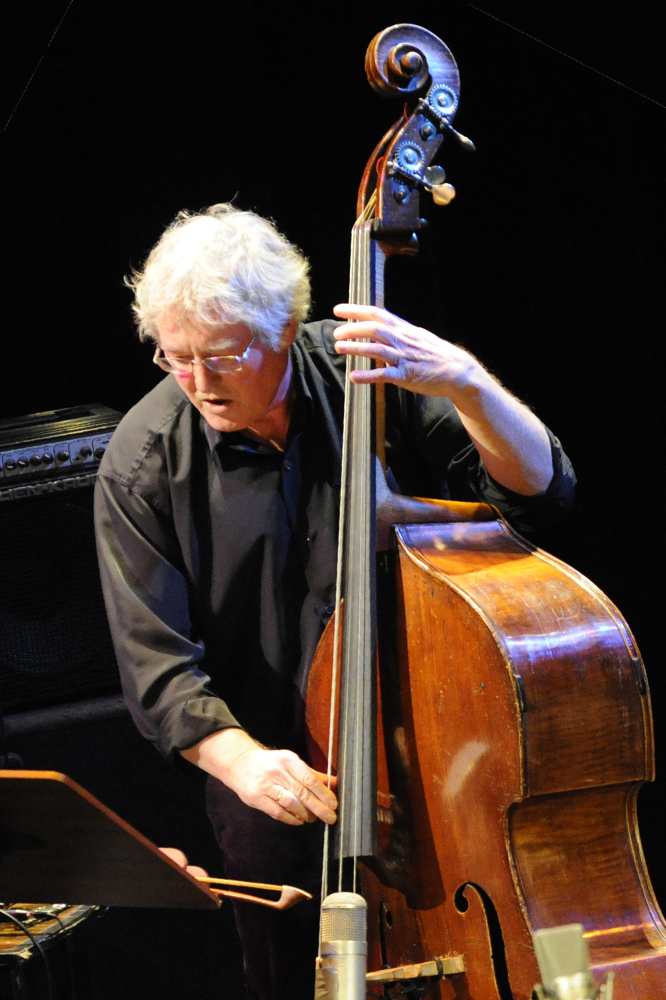
Norsk-polskt samarbete Nor Pol Bridge i januari 2011.

## Diskografi
Som huvudman
- 1975 – Clouds in My Head
- 1977 – Shimri
- 1978 – Green Shading into Blue
- 1981 – Lifelines
- 1982 – Molde Concert (med Bill Frisell, John Taylor och Alphonse Mouzon)
- 1983 – Masqualero (med Masqualero)
- 1986 – Bande à part (med Masqualero)
- 1988 – Aero (med Masqualero)
- 1991 – Re-Enter (med Masqualero)
- 1990 – Sagn
- 1993 – If You Look Far Enough (med Ralph Towner och Naná Vasconcelos)
- 1994 – Arv
- 1995 –Kristin Lavransdatter
- 1997 – Hyperborean
- 2000 – Aechirana (med Vassilis Tsabropoulos och John Marshall)
- 2004 – The Triangle (med Vassilis Tsabropoulos och John Marshall)
- 2005 – Electra
- 2008 – Live at Belleville (med Paolo Vinaccia och Tommy Smith)
- 2012 – Celebration (med Scottish National Jazz Orchestra och Tommy Smith)
- 2014 – Mira (med Paolo Vinaccia och Tommy Smith)

## Filmmusik i urval
- 1988 – Blücher
- 1990 – Reise der Hoffnung
- 1999 – Magnetisørens femte vinter
- 2002 – Hjortronstället

## Utmärkelser
- 1969 – Buddyprisen[3]
- 2010 – Ella-prisen
- 2018 – Molderosen